# パウ・クバルシ
- パウ・クバルシー

パウ・クバルシ・パレデス（Pau Cubarsí Paredes, 2007年1月22日 - ）は、スペイン・カタルーニャ州バスカノー出身のプロサッカー選手。ラ・リーガ・FCバルセロナ所属。スペイン代表。ポジションはDF。

## クラブ経歴
カタルーニャ州のバスカノーに生まれ、2014年に7歳でジローナのカンテラに入団した。それから4年後の2018年にバルセロナのスカウトから声を掛けられ、ラ・マシアへ入寮。同世代だったラミン・ヤマルほどの評価は受けていなかったものの、恵まれたフィジカルや足元の技術を武器に各世代で主将を務めながら順調に成長していった。2022-23シーズンの4月にはBチームでさえデビューしていないにも関わらず、トップチームのトレーニングに参加した。
2023年7月8日、クラブと自身初のプロ契約を交わすと、2024年1月19日、コパ・デル・レイのウニオニスタス・デ・サラマンカ戦でトップチームデビューを果たした。3日後の1月21日には、レアル・ベティスとの試合で先発から81分までプレーし、プリメーラ・ディビシオンでの初出場を記録した。また、同じく2023-24シーズン中に行われたSSCナポリとのUEFAチャンピオンズリーグのベスト16・2nd legでは、昨季セリエA得点王のヴィクター・オシムヘンを抑え込み、3-1での勝利に貢献。試合後には国際大会デビュー戦ながらゲームのMVPに選出された。
2025年2月13日、バルセロナとの契約を2029年まで延長した。契約解除金は昨年5月に設定された5億ユーロとなっている。
2025年2月26日、コパ・デル・レイ準決勝アトレティコ・マドリード戦1stレグでトップチームで初ゴールをヘディングで決めた。トップチーム63試合目でのゴールだった。

## 代表経歴
2022年から2024年までスペインの世代別代表でプレーしており、2023年にはUEFA U-17欧州選手権2023に出場している。
2024年3月15日、UEFA EURO 2024を控えたテストマッチとして組まれた親善試合2試合を戦うスペイン代表に初招集された	
。そして同月22日、コロンビア代表との試合にて、83分にアイメリク・ラポルテとの途中交代でスペイン代表デビューを果たした。17歳と60日でのA代表出場は同僚のラミン・ヤマルに次ぐ歴代2位の年少記録となった。

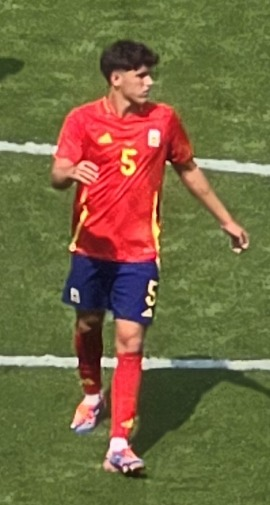
パリオリンピックに出場するクバルシ

2024年8月7日、パリオリンピックに出場するスペイン代表に選ばれた。

## プレースタイル
クバルシをトップチームデビューさせたFCバルセロナ監督のシャビは、「チームの中で最もビルドアップのパスが上手く、"出すべきパス"の上を行くパスを蹴り出せる」と評した。
バルセロナでセンターバックとして長年プレーしたジェラール・ピケは『MUNDODEPORTIVO』のインタビューいおいて「クバルシはすでに昨年に先発として多くの試合に出場し、非常に良い結果を残していると思う。彼が試合に臨む成熟度と持っている才能には驚かされるよ。バルサのようなクラブで背番号を背負うリスクを背負いながら、この年齢でプレイすることはバルサのシャツを守って何年もプレイできることを示している」と評した。

## 個人成績
2025年1月15日現在

### クラブ
2025年5月11日現在
| クラブ      | シーズン | ディビジョン   | リーグ戦 | リーグ戦 | 国内カップ戦 | 国内カップ戦 | 国内カップ戦 | 国内カップ戦 | UEFA | UEFA | その他 | その他 | 通算 | 通算 |
| クラブ      | シーズン | ディビジョン   | リーグ戦 | リーグ戦 | 国王杯       | 国王杯       | SC           | SC           | CL   | CL   | その他 | その他 | 通算 | 通算 |
| クラブ      | シーズン | ディビジョン   | 出場     | 得点     | 出場         | 得点         | 出場         | 得点         | 出場 | 得点 | 出場   | 得点   | 出場 | 得点 |
| ----------- | -------- | -------------- | -------- | -------- | ------------ | ------------ | ------------ | ------------ | ---- | ---- | ------ | ------ | ---- | ---- |
| バルセロナB | 2023-24  | フェデラシオン | 9        | 0        |              |              |              |              |      |      | 2      | ０     | 11   | 0    |
| バルセロナB | 通算     | 通算           | ９       | ０       |              |              |              |              |      |      | ２     | ０     | １１ | ０   |
|             |          |                |          |          |              |              |              |              |      |      |        |        |      |      |
| バルセロナ  | 2023-24  | プリメーラ     | 19       | 0        | 2            | 0            | 0            | 0            | 3    | 0    | ０     | ０     | 24   | 0    |
| バルセロナ  | 2024-25  | プリメーラ     | 32       | 0        | 6            | 1            | 2            | 0            | 13   | 0    | ０     | ０     | 53   | 1    |
| バルセロナ  | 通算     | 通算           | 51       | 0        | 8            | 1            | 2            | 0            | 16   | 0    | ０     | ０     | 77   | 1    |

### 代表
| スペイン代表 | 国際Aマッチ | 国際Aマッチ |
| 年           | 出場        | 得点        |
| ------------ | ----------- | ----------- |
| 2024         | 5           | 0           |
| 2025         | 1           | 0           |
| 通算         | 6           | 0           |

## タイトル

### クラブ
FCバルセロナ
- プリメーラ・ディビシオン : 2024-25
- コパ・デル・レイ : 2024-25
- スーペルコパ・デ・エスパーニャ : 2024-25

### 代表
スペイン代表 U-23
- パリオリンピック金メダル: 2024